# Phantasie II
Phantasie II est un jeu vidéo de rôle créé par Winston Douglas Wood et publié par Strategic Simulations en 1986 sur Apple II, Atari 8-bit, Commodore 64 et Atari ST. Le jeu se déroule dans un univers médiéval-fantastique et est le deuxième volet de la trilogie Phantasie après Phantasie et avant Phantasie III,,.

## Développement et publication
Phantasie II est développé par Winston Douglas Wood en s’appuyant sur le moteur de jeu du précédent titre de la série, Phantasie. Il est publié par Strategic Simulations au printemps 1986 sur Apple II et Commodore 64. Il est porté sur Atari ST en décembre de la même année puis sur Atari 8-bit en octobre 1987.

## Accueil
Rétrospectivement, la journaliste Scorpia du magazine Computer Gaming World décrit Phantasie II comme « une suite difficile » du premier Phantasie doté d’un moteur de jeu, d’une interface graphique et d’un manuel d’instruction quasiment identique à ceux de son prédécesseur. Elle note en revanche que le monde du jeu est moins vaste mais que les monstres y sont plus méchants, ce qui en fait un jeu plus difficile. Elle ajoute enfin que son scénario ne se résume pas à aller tuer un méchant, et que sa conclusion se révèle amusant et meilleur que dans la plupart des jeux de ce type, avant de conclure qu’il s’agit d’une « bonne suite ».
Au total, Strategic Simulations a vendu 30 100 copies du jeu.